# 史蒂夫·迪特科
史蒂芬·J·「史蒂夫」·迪特科（1927年11月2日—2018年6月27日），美国漫画艺术家与作家，他以合作创作了漫威漫画的超级英雄蜘蛛侠和奇異博士而著名。

## 生平

### 早年生活
史蒂夫於1927年11月2日在美國賓夕法尼亞州約翰斯敦出世，他是第一代斯洛伐克移民的兒子，在藍領家庭中長大，父親老史蒂夫·迪特科是一個在煉鋼廠工作的木匠，母親安娜是一名主婦。他在家中排行第二，對上還有一名姊姊安娜·瑪麗（安娜·瑪麗），對下有一妹一弟，伊麗莎白（Elizabeth）和帕特里克（Patrick）。史蒂夫自幼受爸爸的薰陶，特別喜好閱讀報紙中的短篇漫畫，尤其是哈爾·福斯特所繪的《勇士王子》，閱讀過1940年加插在週日報紙中以小報型式出版的《蝙蝠俠》及《閃靈俠》之後，更加加深了他對漫畫的熱幟追求。
他在初中時期已有一對巧手，跟同學們一起製作德軍戰機的模型，幫助平民認識敵軍戰機，在第二次世界大戰期間監視有否突如其來空襲。1945年高中畢業後，他加入了美國陸軍，深入敵陣在德國服役，為軍隊的報紙繪畫漫畫。

### 创作生涯
退伍後得知他的偶像、蝙蝠俠的創作人傑里·羅賓遜在漫畫家和插畫師學校（視覺藝術學院的前身）開班授徒，1950年在G.I.法案（G.I. Bill）的輔助下，決定入讀該校，到紐約進修。羅賓遜對史蒂夫有高度的評價，認為他是一個勤力的學生，並協助他在翌年獲得獎學金。羅賓遜在一次學校講座邀請到著名漫畫家史丹·李（Stan Lee）出席，這是史丹首度看見史蒂夫的作品。

## 個人生活
從1960年代開始，他已經拒絕出席一切公開活動或接受任何訪問，根據他自己的解釋：「讀者要看的是我的作品，不是關於我的新聞。我是怎樣的人並不重要，最重要的是我所畫的東西以及它有多好看……我所生產的是漫畫故事，史蒂夫·迪特科只是一個品牌。」
斯蒂芬從未結婚，據好友威爾·艾斯納（Will Eisner）透露他有一兒子，這人可能是他的侄子，亦都叫史蒂夫·迪特科，是一名藝術家。

## 脚注
1. 1 2  Bell, Blake. Strange and Stranger: The World of Steve Ditko (Fantagraphics Books, Seattle, Washington, 2008), p.14. ISBN 9781560979310
2. ↑  Comics Buyers Guide #1636 (December 2007) p. 135
3. ↑  Comics Buyer's Guide #1636 (December 2007) p. 135
4. 1 2  Bell, Strange and Stranger, Endnotes, p.1, citing 1920 and 1930 U.S. Census data. The family lists itself as Czechoslovakian in the latter census, following the dissolution of Austro-Hungarian Empire and the creation of Czechoslovakia in 1918. The surname "Ditko" itself is of Slavic origin.
5. 1 2 3 4  Bell, Strange and Stranger, p. 15
6. ↑  Bell, Strange and Stranger, p. 16
7. ↑  Jerry Robinson interview, Alter Ego #38 (Aug. 2004), p. 9
8. ↑  Robinson, Jerry, "Student and Teacher", in Yoe, Craig, ed. The Art of Ditko (IDW Publishing, January 2010), ISBN 978-1-60010-542-5, p. 54
9. ↑  Ditko in . Marvel Main (4) (Reprinted at  Vicsage.com). October 1968  [2015-07-22]. （原始内容存档于2014-06-02）. Also reprinted in Benton, Mike. . Taylor Publishing. 1994. ISBN 978-0-87833-859-7.
10. ↑  . New York Post. July 5, 2012  [2012-07-05]. （原始内容存档于2013-10-03）.
11. ↑  Ross, Jonathan. . The Guardian. UK. September 13, 2007  [2011-10-23]. （原始内容存档于2008-08-22）.
12. ↑  Eisner/Miller, Dark Horse Books, 2005, p.128